# Hip, hip, hurra!

Hip hip hurra! Fiesta de artistas en Skagen (1884-1888).

Hip, Hip, Hurrah! (en danés: Hip, hip, hurra! Kunstnerfest på Skagen) es un óleo del pintor danonoruego Peder Severin Krøyer en el que figuran algunos de los miembros del llamado grupo de Pintores de Skagen. Pintado entre 1884 y 1888, retrata, de izquierda a derecha, a Martha Møller Johansen y su marido, el pintor danés Viggo Johansen, el pintor noruego Christian Krohg, Krøyer, Degn Brøndum (el hermano de Anna Ancher), Michael Ancher, el pintor sueco Oscar Björck, el pintor danés Thorvald Niss, Helene Christensen (con quien Krøyer tenía por entonces un romance), la pintora danesa Anna Ancher y su hija, Helga Ancher.
El coleccionista sueco Pontus Fürstenberg lo compró antes de verlo acabado y sería más tarde expuesto, en 1888, en el Palacio de Charlottenborg, sede de la Academia Real de Bellas Artes de Dinamarca, hasta que Fürstenberg lo donara, junto con otras obras de su colección, al Museo de Arte de Gotemburgo, en 1902.

## Descripción

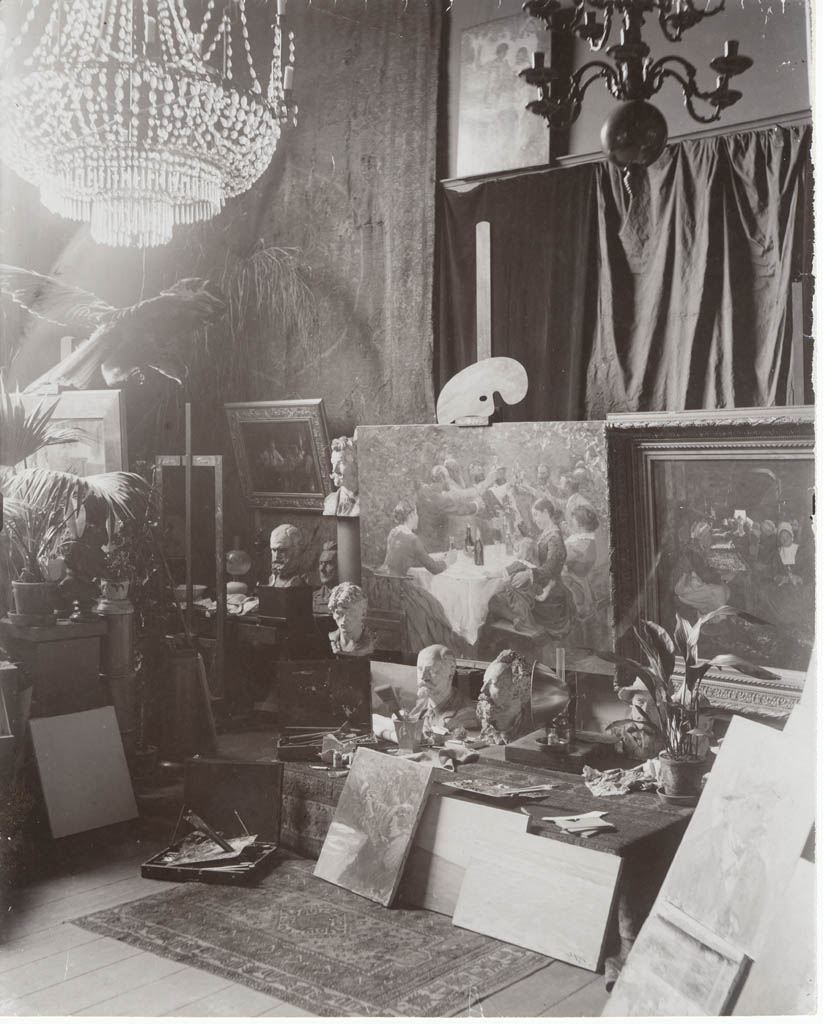
Fotografía del cuadro inacabado en el estudio de Krøyer (1888).

La obra es típica de los Pintores de Skagen, fuertemente influido por el Impresionismo francés y la pintura del Realismo. Aunque es inevitable la comparación con la obra Almuerzo de remeros (1881) del pintor impresionista francés Pierre-Auguste Renoir, la obra de Krøyer es también una continuación de la  freundschaftbild, la tradición de los artistas de la Edad de Oro danesa, como Ditlev Blunck y Wilhelm Bendz, de retratar a las reuniones informales de artistas. El desarrollo del estilo de Krøyer se ve claramente al comparar su anterior cuadro, Ved frokosten (Almuerzo de artistas en Skagen), de 1883, en el cual se ve algunas de las mismas personas, con el cuadro Hip, Hip, Hurrah!.
Krøyer comenzó el cuadro en 1884 tras una fiesta en el jardín de la casa que Michael y Anna Ancher acababa de adquirir en Skagen, y hoy parte del Museo de Skagen.